# Maculinea nestae
Maculinea nestae är en fjärilsart som beskrevs av Higgins 1930. Maculinea nestae ingår i släktet Maculinea och familjen juvelvingar. Inga underarter finns listade i Catalogue of Life.